# 慈恵医大青戸病院事件

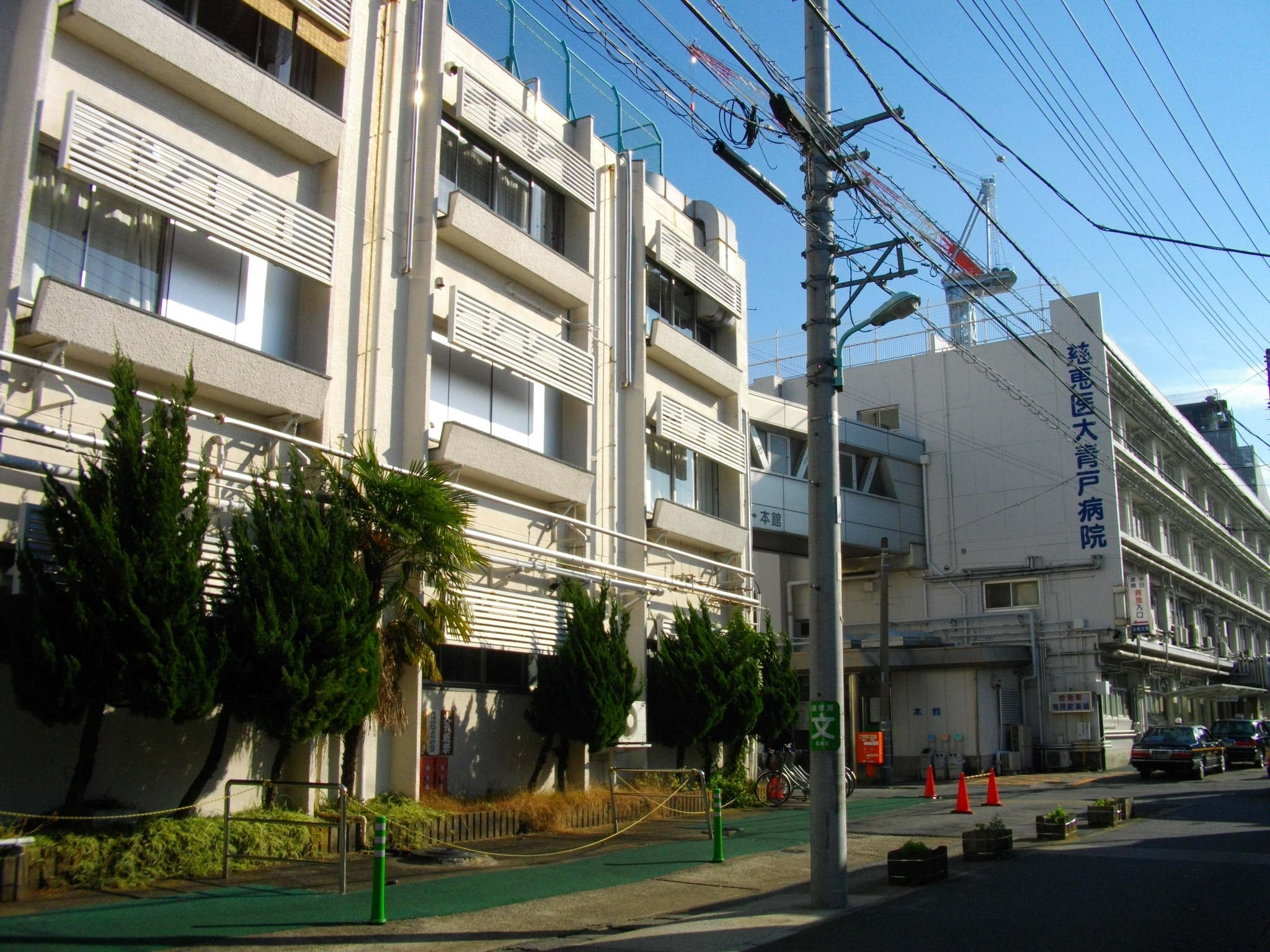
東京慈恵会医科大学附属青戸病院

慈恵医大青戸病院事件（じけいいだいあおどびょういんじけん）とは、2002年に発生した医療過誤事件。

## 診療経過

### 手術前
2002年11月8日、東京慈恵会医科大学附属青戸病院（現：東京慈恵会医科大学葛飾医療センター）の泌尿器科において、前立腺癌と診断された男性患者（当時60歳）に対して、当時高度先進医療に指定されていた腹腔鏡下前立腺摘出術が行われた。腹腔鏡下手術は開腹手術と比較して術後の臥床期間を短縮することができるメリットがあるが、手術の術野が狭くて遠近感がつかみ難いなど技術の難易度が高いデメリットがあった。当時同大学においては高度先進医療を行う際には、同大学内の規定に基づき、学内の倫理委員会での承認を必要とするとされていたが、承認過程を経ることはなかった。同院同科診療部長であった助教授は、術者・第一助手・第二助手（主治医）での手術の申し出に対して、当初は指導医を招聘しての手術を指示したが、3人は「新しい手術に挑戦し、実績を上げたい」などと手術を引き受ける希望が強かったため許可した。
なお、術者は「腹腔鏡下前立腺摘出術」の助手の経験はあったものの、術者としての経験は無く、第一助手・第二助手はいずれも手術経験も手術見学も無かったとしている。

### 手術
2002年11月8日9時40分頃に、術者・第一助手・第二助手・麻酔科医で、腹腔鏡下前立腺摘出術が開始された。手術には研修医と医療メーカーの社員を立ち会わせて機材のマニュアルを確認しながら行われた。
12時頃に術中に静脈損傷を生じ、止血処置が難渋し出血が持続。16時過ぎ頃に術者が開腹手術への移行を提案したが、主治医でもあった第二助手が手術続行を主張し、18時過ぎ頃に再度術者が開腹手術への移行を提案したが、手術はそのまま続行された。19時50分頃にやっと前立腺を摘出。
しかし、その後も出血が持続し、20時50分頃に麻酔科医から「さっさと術式を変えて終わらせなさい」と開腹手術の移行を強く要請されたが、3人は無視したために止血することができず、22時35分頃に手術は終了した。
患者の血液型はAB型であり、同院ではAB型輸血製剤は在庫が無く、麻酔科医が日本赤十字社へ緊急で輸血発注を掛けるも間に合わず、手術終了後も血圧低下が続き、23時17分頃に一時心拍停止となり心臓マッサージを施行し、辛うじて心拍維持は出来て手術を退室した。

### 手術後
術後は心拍停止後の低酸素脳症での脳死状態で意識の改善の無いままに、約1カ月後の12月8日に死亡した。

## 逮捕・起訴

### 逮捕
2003年9月25日、警視庁刑事部捜査第一課と亀有警察署は、術者・第一助手・第二助手を業務上過失致死容疑で逮捕勾留して身柄を送検し、診療部長（同大学助教授）・麻酔科医2人を書類送検とした。

### 起訴
2003年10月15日、東京地検は術者・第一助手・第二助手を業務上過失致死罪で起訴した。
診療部長は起訴猶予となり、麻酔科医2人は不起訴処分となった。

## 裁判

### 第一審・東京地裁
2003年12月25日、東京地裁（山室惠裁判長）で初公判が開かれ、罪状認否で術者と第二助手は大筋で起訴事実を認めたが、第一助手は「大量出血にて死亡に至ることは予見出来なかった」と無罪を主張した。また、弁護側は「術中管理の責任を負う麻酔科医が適切な輸血指示を怠った過失が大きい」とも主張した。
2006年2月9日、論告求刑公判が開かれ、検察側は「患者の安全よりも難易度の高い手術方法に対する興味を優先して、無謀な手術を試みた」として3人に禁錮2年6月を求刑した。
2006年6月15日、東京地裁（栃木力裁判長）は「3人は経験を少しでも積みたいという自己中心的な利益を優先し、患者の安全と利益の確保という医師として最も基本的な責務を忘れた」として第二助手に禁錮2年6月・執行猶予5年、術者と第一助手に禁錮2年・執行猶予4年の判決を言い渡した。判決では「安全に手術する知識や技術、経験がない3人が手術を始め、出血管理などを全くせずに手術を続けた結果、被害者を死亡させた」として3人の手術ミスによる過失と患者の死亡の因果関係を認定した。
6月29日までに第一助手・第二助手・術者は第一審判決を不服として控訴した。その後、術者は7月5日に控訴を取り下げたため、禁錮2年・執行猶予4年の有罪判決が確定した。

### 控訴審・東京高裁
2007年6月7日、東京高裁（長岡哲次裁判長）は「責任は病院上層部や麻酔科医にもあるとしながらも、責任の重さは術者や主治医と同じとは言えない」として第一助手に対し、一審判決を破棄、禁錮1年6月・執行猶予4年の判決を言い渡した。

## 処分

### 大学側の処分
2003年12月26日、東京慈恵会医科大学は以下の処分を決定した。
- 懲戒解雇：診療部長（同大助教授　診療監督責任）・術者・第二助手[15]
- 出勤停止10日間：第一助手（手術の計画・立案に関わっていないという理由[15]）

### 行政処分
2004年3月18日、厚生労働省医道審議会は術者と第二助手に「医業停止2年」、診療部長に「医業停止3ヶ月」の行政処分を行った。